# 캐치! 티니핑 시즌 1
《캐치! 티니핑》(영어: Catch! Teenieping: Fairies of Emotion)은 SAMG 엔터테인먼트의 TV 애니메이션인 캐치! 티니핑 시리즈 중 첫 번째 시즌이다.

## 줄거리
가공의 왕국 '이모션 왕국'에서 공주 자리에 있는 12살 로미는 로열 티니핑 중 하나인 해핑이 타락한 모습인 악동핑이 일으킨 사건으로 인하여 인간 세계로 온 여러 티니핑을 잡아야 한다.

## 등장인물
- 로미 (생일: 7월 23일)
- 이안
- 카일
- 준
- 사라
- 메리루 (생일: 8월 18일)
- 마야 (생일: 3월 15일)
- 몬쥬 박사

### 티니핑
티니핑은 《캐치! 티니핑》의 여러 시즌에 등장하는 가공의 동물 모양 요정 종족으로, 매 시즌마다 새로운 아종이 등장한다. 이들은 커다란 눈을 가지고 있으며 치비 스타일에 가까운 신체 비율로 묘사된다.

## 성우 목록
- 이지현: 로미, 프린세스
- 조경이: 하츄핑, 엘리, 어린 이안
- 신용우: 바로핑, 데인, 딜런
- 장예나: 라라핑, 마야, 헤이쥬
- 이보희: 차차핑, 레나, 머랭핑
- 김은아: 사라, 해핑, 아잉핑, 악동핑, 어린 카일, 루카, 아롱핑
- 엄상현: 아자핑, 카일, 이든, 메리루 아빠
- 김채하: 메리루, 차캐핑, 노리핑, 마야 엄마
- 김현욱: 이안, 레이먼 (1~2기),  덜덜핑
- 김명준: 준, 키키핑, 마야 아빠
- 사문영: 신디, 나르핑, 베베핑, 올리비아, 아야핑, 머핑, 멜로핑
- 여민정: 하니, 벨리타, 부끄핑, 씽씽핑, 싹싹핑, 커핑, 푸딩핑, 나그네핑, 왕자핑
- 최낙윤: 하트킹, 무거핑, 곰인형(왕곰이)
- 남도형: 나일(티니핑 시리즈), 부투핑
- 권지애: 두아, 깜빡핑
- 정선혜: 띠용핑
- 정미라: 주르핑
- 홍소영: 차나핑, 퀸 스텔라
- 홍범기: 따라핑, 몬쥬박사, 외계인 1
- 심규혁: 무셔핑
- 정혜원: 투투핑, 빤짝핑
- 전태열: 떠벌핑
- 천지선: 다조핑
- 박성태: 화나핑
- 김영선: 시러핑
- 강은애: 바네핑, 제니(티니핑 시리즈), 아아핑
- 황창영: 그림핑
- 전해리: 꺼꿀핑
- 시영준: 외계인 2
- 정유정: 코자핑
- 장경희: 딱풀핑
- 장은숙: 모야핑
- 강시현: 토이핑
- 정윤정: 또까핑
- 최승훈: 플라핑, 이안/레이먼(3기 이후)
- 김민주: 노라핑
- 이소영: 아휴핑
- 서반석: 똑똑핑
- 정주원: 꽁꽁핑
- 이경태: 찌릿핑
- 윤용식: 홀로핑
- 방연지: 앙대핑, 말랑핑
- 박지윤: 조아핑
- 김선혜: 믿어핑
- 문남숙: 방글핑
- 이명호: 까르핑, 초롱핑
- 김예림: 소원핑
- 유보라: 토닥핑
- 이상준: 쪼꼼핑
- 김보민: 맛나핑
- 민아: 포근핑
- 이명희: 다해핑, 가면핑
- 김아롱: 메모핑
- 방시우: 공쥬핑
- 이민규: 도둑 1
- 김혜성: 도둑 2, 짝짝핑
- 장미: 주네핑
- 김지율: 뚝딱핑
- 박신희: 발레핑
- 김영은: 원더핑
- 김서영: 나나핑
- 윤미나: 솔찌핑
- 김가령: 꾸래핑
- 김현심: 행운핑, 간호핑
- 이새아: 빨리핑, 비비
- 김윤채: 얌얌핑
- 김도영: 뜨거핑
- 우정신: 삐뽀핑
- 송하림: 힘내핑
- 이새벽: 고쳐핑
- 유영: 아라핑
- 강새봄: 패션핑
- 윤아영: 꼼딱핑
- 이다은: 퐁당핑
- 여윤미: 파티핑
- 채민지: 꾸며핑
- 박하진: 삐짐핑
- 김도희: 빙글핑
- 박선영: 샤샤핑
- 문유정: 포실핑
- 양정화: 뿌뿌핑
- 박시윤: 캔디핑
- 이보용: 샌드핑
- 김유림: 또너핑
- 손선영: 와플핑
- 성예원: 롤리핑
- 김새해: 마카핑
- 원에스더: 핫케핑
- 김하루: 요거핑
- 이유리: 눈꽃핑
- 김보나: 쪼꼬핑
- 이현진: 새콤핑
- 은영선: 달콤핑
- 이지영: 빛나핑

## 제작진
- 책임 프로듀서 - 손수희(4기)(1~16화), 이태헌(17~)(KBS)
- 프로듀서 - 황정연(4기)(KBS)
- 애니메이션 제작 (유료방송판만) (1,2,3,4기)
  - 제작 (KBS판) → 기획 (유료방송판): 김수훈 (1기)
  - 기획 (유료방송판) → 제작 (KBS판): 김수훈 (2,3,4기)
  - 감독: 장성 (1,2,3,4기)
  - 총괄프로듀서 - 김수훈
  - 제작총괄: 김병우
  - 제작관리: 이용혁
  - 프로듀서 (1기), 헤드 프로듀서: 박상글 (2,3기)
  - 기획프로듀서: 안혜신 (1,2,3기)
  - 제작프로듀서: 민슬기 (1,2,3,4기) 안혜신 강윤희 강병채(4기)
  - 시나리오 - 송지혜, 김혜은(4기)
  - 시나리오 외주 작가 - 김성호, 김지현(4기)
  - 시나리오 슈퍼바이저 (1기) → 스토리기획/시나리오 슈퍼바이저 프로듀서 : 신현덕(2,3,4기) (KBS판)
  - 번역/시나리오 영어번역 - 원더미디어(3,4기)
  - 작가: 이은총, 금선화, 최가희, 송지혜 (1기)(4기)
  - 작가: 송지혜 (2,3기)
  - 일본 기획 프로듀서 (KBS판) →  (유료방송판): 송미선 (1,2,3,4기)
  - 일본기획AP - 이예리슬(4기)
  - 메인 구성작가: Yamaguchi Ryota (1,2,3기), Ueda Koji(4기)
  - 시나리오 매니지먼트 - Yamaguchi Ryota(4기)
  - 작가: Ueda Koji, Nishizono Satoru, Akahoshi Masanao (1기)
  - 작가: Ueda Koji, Sasano Megumi (1,2,3,4기)
  - 일본어 번역: 구수진, 함채원(1,2,3,4기) 한귀숙(1기)
  - 디자인 리드: 이동훈(1기)
  - 디자인연구소: 심윤선, 김유진, 양나령, 임지은, 김효송, 김수정, 김나리(2,3기)
  - 사업 총괄: 최재원(2,3기)
  - 캐릭터 디자인: 최현(1기), 이수은(2,3기), 이동진(1,2,3기) (런치박스)
  - 배경 디자인: 조광진(1,2,3기), 이동진(1기) (런치박스)
  - 이펙트 디자인: 최현, 이동훈
  - 스토리기획 - 김지윤(4기)
  - 조연출&스토리보드: 김소현, 손은지, 홍예원,홍승의(1,2,3기)
  - 스토리보드 총괄: 장성(1~4기)
  - 스토리보드 감독: 장성(1~4기)
  - 조연출 - 정은순, 김소현, 손은지, 홍예원, 홍승의
  - 스토리보드: 김소현, 김슬기(1기) 이의국 l ENJOY Dezi Ruwoh Rezeki Gerold Michoel Adelio Wohyudi
  - Ashordiyon Zumortputro Roko Jobor Rohmon Stdio Shoh 엔터테인먼트
  - 모델링 디벨룸 리드: 김경태
  - 모델링 디벨룸: 장보배, 최지현
  - 모델링 리드: 조균성
  - 모델링: 한정훈, 강선미(1,2,3기), 문성일, 박윤주(1,2,3기), 김민규(1,2,3기), 김상훈, 김유미, 박지언, 이청현, 정재현, 조성래, 주현진, 최용성(1기)
  - 모델링: 조균성, 강선미, 배형중, 박윤주, 김민규, 재희정(4기) 조성래(,2,3기)
  - 모뎅링 외주제작 - 카고 스튜디오, 웨스토, 모꼬지, 사이드9
  - 리깅: 조솔희, 신승엽, 이은혜 박시진 김별 서우현 장경수 서진이 이은혜 장우영 김해빈(4기)
  - 리깅 외주제작 - 아이콘 픽쳐스
  - 합성 리드: 김진수
  - 합성: 류지영, 김주정, 장재혁, 천경은, 송여정, 박지연, 김진경, 박세정, 한다인, 장희원, 하민정, 배지민, 이창호
  - 애니메이션 리드: 김영은, 최두식, 민경무, 이은진, 홍아름
  - 애니메이션: 김영은, 홍아름, 이은진, 김수진, 김해인, 김재규, 김우중, 윤예슬, 김보영, 이아름, 신혜진, 배민지, 이도훈, 김경옥, 김다영 ,김민정, 김민하, 김예빈 김희원, 정수호 조나운, 박현진, 이은정(1,2,3,4기) 서은송, 신혜진, 이루리 김은호 신세희, 이해인(1,2,3기), 정유선, 안진웅, 이현지, 이정렬(1,2,3기) 배민지, 신혜진, 김은호, 남유미, 류한조, 이지성, 윤예슬, 홍랑기, 장인선, 구다희, 이지예, 김종민
  - 애니 외주제작 - 아이콘 픽쳐스 지이언트 무비(4기)
  - 애니메이션 코디: 김지선
  - 비주얼 감독: 서보국
  - 비주얼 리드: 류동우(1기)
  - 마케팅: 김영봉, 유병민, 김소정, 양은주, 이해숙, 김형태, 이기성, 김림범, 안효익, 이민영, 김다혜, 이현주, 김보배((2,3기))
  - 브랜드전략: 유시연, 한성호, 배상민, 신진선(2,3기)
  - 라이팅&렌더링 리드: 최지혜, 이호재, Fredric Miranda(1기)
  - 라이팅&렌더링: 김태윤, 정소영, 박은비(1기) 류동우(2,3기)
  - 라이팅 - 류동우, 임수빈(4기)
  - 합성: 김주정(2,3,4기) 임현희(4기)
  - 이펙트 리드: 강명호(1기)
  - 이펙트: 김대열, 이승진, 박성우, 김보경, 최민기, 김세영, 김종윤, 김경우, 김성태, 서대하, 송상규(1기)
  - 이펙트: 신동호(2,3,4기)
  - 모션그래픽: 문승현
  - 스크립트: 김종철
  - 영상편집: 진정원(1.2,3,4기), 박시영(1기)
  - 제작지원 - 윤원기, 서정하, 장문수(4기)
  - 제작투자책임 - 최재원, 김민정(4기)
  - 유통영업 - 김영봉
  - 전략기획 총괄: 최재원
  - 전략기획: 최원, 최준민, 민현기, 한성호, 소원섭
  - 마케팅&라이선싱: 김영봉, 엄도경, 채혜지, 양혜정
  - 완구 기획&디자인: 김형태, 유병민, 김유진, 임지은, 서광국
  - 완구 개발 - 최유진, 서현윤, 여민현, 김보배, 박선영, 이은지 최혜민 이민영 김효정 정수진 고미선
  - 경영관리 총괄: 윤원기(1,2,3기)
  - 경영관리: 김연옥(1,2,3기), 김진숙(1,2,3기), 홍요한, 박은미,  강미란 이소정, 양승경, 이수현, 임성현, 송민석, 신봉준(2,3기)
  - 사전녹음: 곽지훈(1,2,3기), 김예슬(1기), 엄지웅(1기), 양승호(1기), 김조은(1기), 황은진(1기), 길군호(1,2,3기), 하동연(1기), 서정은(1,2기), 서나래(1,2기)  강한길(2,3기), 고명림(2,3기), 김수아(2기), 손고은(2기), 윤은서(2,3기), 이서연(2,3기), 임주희(2,3기), 장봉현(2,3기), 장혜주(2,3기), 장효찬(2,3기), 진수범(2,3기)
  - 미디어: 채혜지 이은주, 김승우 이주향 임충빈 송은호 최인혜 이휘영 이정윤 왕하림 김소연 김석희 임원빈 김윤하 한진희 홍혜원(4기) 유지언(2,3기)조현지(1,2,3기), 양혜정, 한정엽, 공지수
  - 디자인 연구소 - 김유진 임지은 이서영 유지니 박지훈 육해은 김효송 김다은 김수정 박나현 박경희
  - 해외 사업: 민현기(2,3기)
  - 중국 사업: 최원, 고아흔, 정경인(2,3기)
  - 스토리보드 외주제작: SHOH, TOONZ(1기)
  - 스토리보드 외주제작: SHOH, 이지연(2,3기)
  - 모델링 외주제작: 웨스트, 디클레이, 카고 스튜디오(2,3기)
  - 모델링&애니 외주제작: 웨스토, 88브릭스(1기)
  - 애니 외주제작: 웨스트(2,3기), 블루비틀(1기)
  - 파이널 외주제작: PB(1,2,3기) 아이콘 픽쳐스 지이언트 무비(4기)
  - 음악감독 (KBS판) → 음악 감독 (유료방송판): 동민호 (studio MOJI)(1,2,3,4기)
  - 작곡/편곡: 임보미 조란 (studio MOJI)(4기) 이누리, 동민호(studio MOJI)(1,2,3,4기)
  - 음향효과: 양성규 (라퓨타뮤직)(1,2,3,4기)
  - 녹음: 부유정 (POPES)(1,2,3,4기)
  - 믹싱: 강희중 (POPES)(1,2,3,4기)
  - 녹음연출: 조성희(1,2,3,4기)
  - 주제가 작곡/편곡: 김헌주 (머스트엠)(1기)
  - 주제가 작곡/편곡: 뜻밖의 녹음실(2,3기)
  - 주제가 작사: 신현덕, 박상글, 김헌주 (머스트엠)(1기)
  - 주제가 작사: SAMG 엔터테인먼트 (2,3기)
  - 주제가 노래: 김유림(1기) 이정은(2,3,4기)
  - 엔딩: 박시윤(4기)
  - 제작 투자: SAMG 엔터테인먼트(1,2,3,4기), 삼진인터내셔널(1,2,3기)
- 홈페이지 제작/운영: 정유현 (1기),김하늘 (2,3,4기) (KBS미디어) <KBS판만>
- 제작편집: 정혜원(1,2,3기), 강희수 (1,2기) 이수은(4기) (KBS판만)
- 컴퓨터그래픽: 황은서(1,2,3,4기) (KBS판만)
- 조연출: 차한결(1,2,3,4기) (KBS판만)
- 연출: 이순주(1,2,3기) 황정연(4기) (KBS판만)
- 기획: KBS
- 제작: SAMG 엔터테인먼트
- 저작권: ⓒ 2024 ~ CATCHTEENIEPING SAMG All Right Reserved.
- 저작권: ⓒ 2020 ~ 2023 CATCHTEENIEPING SAMG SAMJIN All Right Reserved.

## 반응
2022년 기준 본작의 등장인물을 바탕으로 하여 제작된 피규어의 판매량은 400만 개가 넘는다고 기록되었다. 본작의 굿즈 상품이 돈을 사용하게 만듦으로써 부모들에 의해 '파산핑'이라는 별명으로 불리기도 한다.
2023년 6월에 러시아에서 방송되었다. 러시아 방영에 관한 배급은 CLS Media가 담당하였다.

## 같이 보기
- 사랑의 하츄핑

### 내용주
1. (대한민국 시각으로) 2024년 10월 7일 기준 SAMG엔터테인먼트는 해당 시리즈의 공식 영어 표기를 《CATCH! TEENIEPING: Fairies of Emotion》이라 표기하였다.[1]
2. ↑  (대한민국 시각으로) 2024년 10월 7일 기준 SAMG엔터테인먼트는 해당 시리즈의 공식 영어 표기를 《CATCH! TEENIEPING: Fairies of Emotion》이라 표기하였다.[2]